# Shuangshi, Chongqing
Shuangshi (kinesiska: 双石) är en köping i sydvästra Kina. Den ligger i stadsdistriktet Yongchuan i storstadsområdet Chongqing,  omkring 73 kilometer väster om det centrala stadsdistriktet Yuzhong. Antalet invånare är 24 315. Befolkningen består av 11 817 kvinnor och 12 498 män. Barn under 15 år utgör 17,0 %, vuxna 15-64 år 70 %, och äldre över 65 år 12,0 %.